# Eugenia stigmatosa
Eugenia stigmatosa är en myrtenväxtart som beskrevs av Dc.. Eugenia stigmatosa ingår i släktet Eugenia och familjen myrtenväxter. Inga underarter finns listade i Catalogue of Life.